# ذهیبه (تونس)
ذهیبه (به عربی: الذهیبة) یک منطقهٔ مسکونی در تونس است که در استان تطاوین واقع شده‌است. ذهیبه ۴٬۲۹۵ نفر جمعیت دارد.